# Jan Domaniewski

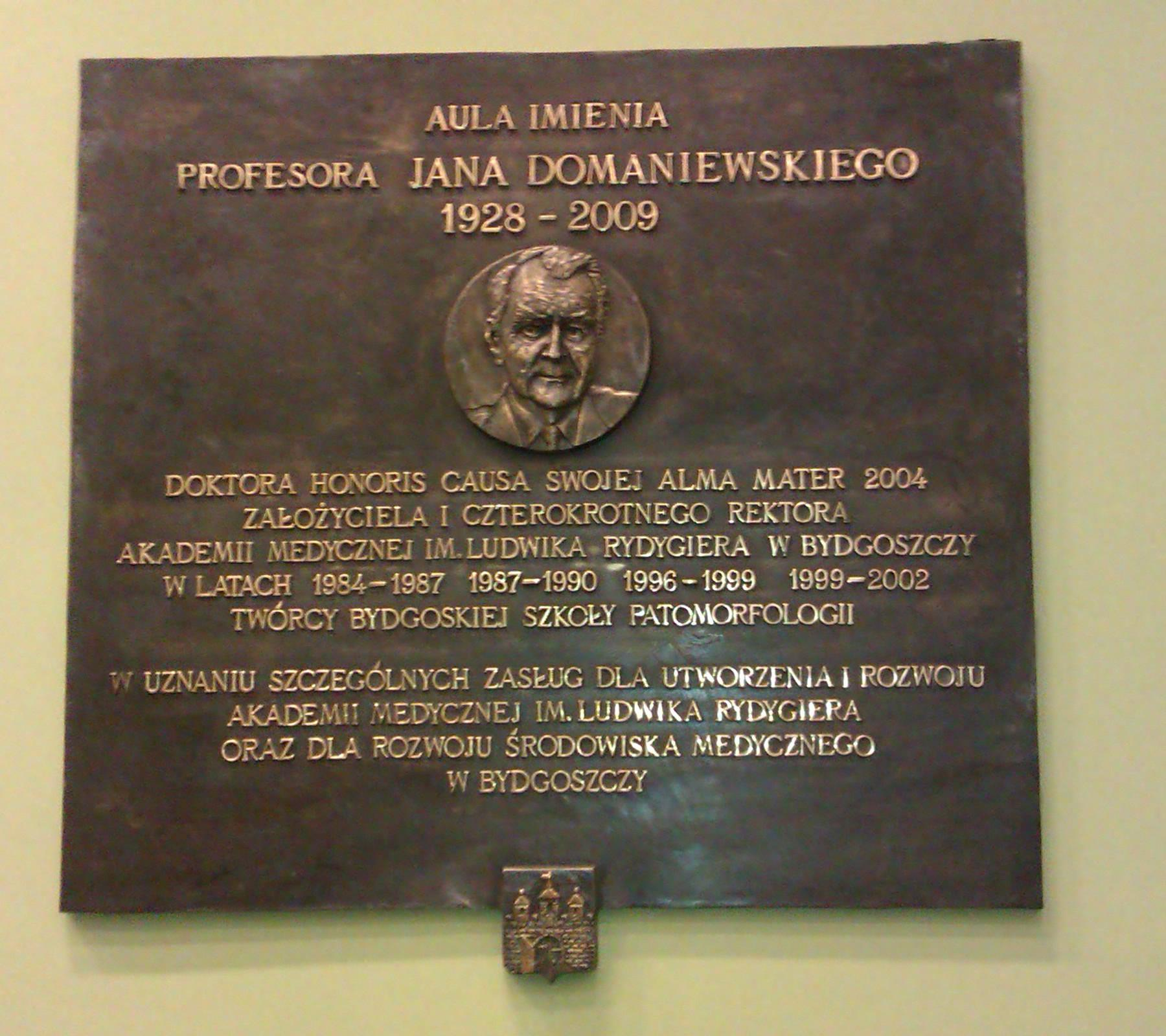
Tablica pamięci prof. Domaniewskiego w sali konferencyjnej Collegium Medicum UMK w Bydgoszczy

Jan Domaniewski (ur. 18 kwietnia 1928 w Warszawie, zm. 23 grudnia 2009 w Bydgoszczy) – polski lekarz, specjalizujący się w patomorfologii.

## Życiorys
Syn Antoniego. Od grudnia 1938 jako uczeń szkoły podstawowej, należał do ZHP w 59 drużynie, przy Instytucie Głuchoniemych i Ociemniałych w Warszawie. W 1941, jako trzynastolatek wstąpił do Szarych Szeregów, w hufcu Mokotów Dolny. Na przełomie 1942/1943 został przyjęty do Oddziału Dywersji Bojowej Armii Krajowej na Żoliborzu, Kedyw-17. Jako kapral podchorąży brał udział w powstaniu warszawskim, w Zgrupowaniu „Żniwiarz”, pluton 226 na Żoliborzu, używając pseudonimu „Wilk”, oraz „Władek-Wilk”. Jan Domaniewski z patrolu ubezpieczającego drużynę transportującą broń z jednego z magazynów kompanii oddał ze swojego MP 40 pierwsze strzały podczas powstania warszawskiego.
Po wyzwoleniu z obozu jenieckiego, ukończył wojskowe polskie liceum w Langwasser koło Norymbergi, uzyskał maturę w czerwcu. W kwietniu 1947 roku powrócił do Polski. W 1952 ukończył studia medyczne na Akademii Medycznej w Gdańsku. W 1958 roku uzyskał II stopień specjalizacji z anatomii patologicznej. Rok później przeniósł się do Bydgoszczy, gdzie objął stanowisko kierownika w Zakładzie Patomorfologii Wojewódzkiego Szpitala im. dr. A. Jurasza. 
W 1964 roku uzyskał stopień doktora nauk medycznych w Akademii Medycznej w Gdańsku. Stopień doktora habilitowanego nauk medycznych w zakresie anatomii patologicznej uzyskał w 1969 roku w Studium Doskonalenia Lekarzy w Warszawie. Tytuł profesora nadzwyczajnego nauk medycznych otrzymał w 1979, a profesora zwyczajnego w 1989 roku. Po powołaniu Akademii Medycznej w Bydgoszczy pełnił funkcje jej rektora w latach 1984-1990, a następnie w latach 1996-2002. Był również prezesem Związku Powstańców Warszawskich w Bydgoszczy.

## Wyróżnienia i nagrody
- Krzyż Walecznych
- Krzyż Partyzancki
- Medal za Warszawę 1939–1945
- Krzyż Komandorski z Gwiazdą Orderu Odrodzenia Polski (1998)
- Krzyż Oficerski Orderu Odrodzenia Polski (1994)[2]
- tytuł doktora honoris causa Akademii Medycznej im. L. Rydygiera w Bydgoszczy
- tytuł Honorowego Obywatela Bydgoszczy, przyznany 25 kwietnia 2003 r.[3]